# Joseph Strauss

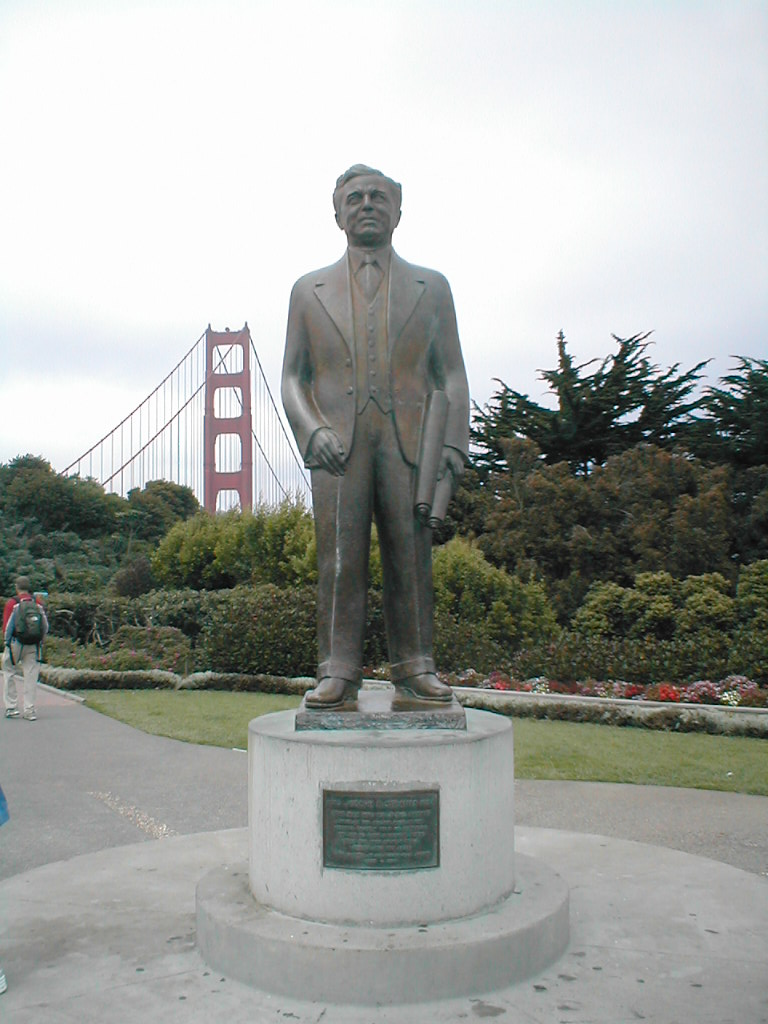
Joseph Strauss

Joseph Strauss (ur. 9 stycznia 1870, zm. 16 maja 1938) – Amerykanin niemieckiego pochodzenia, inżynier budowlany i konstruktor.
Zaprojektował most Golden Gate w San Francisco. Był głównym inżynierem jego budowy.
Był uczniem Rudolfa Modrzejewskiego.